# أطلاوا (أزتيك)

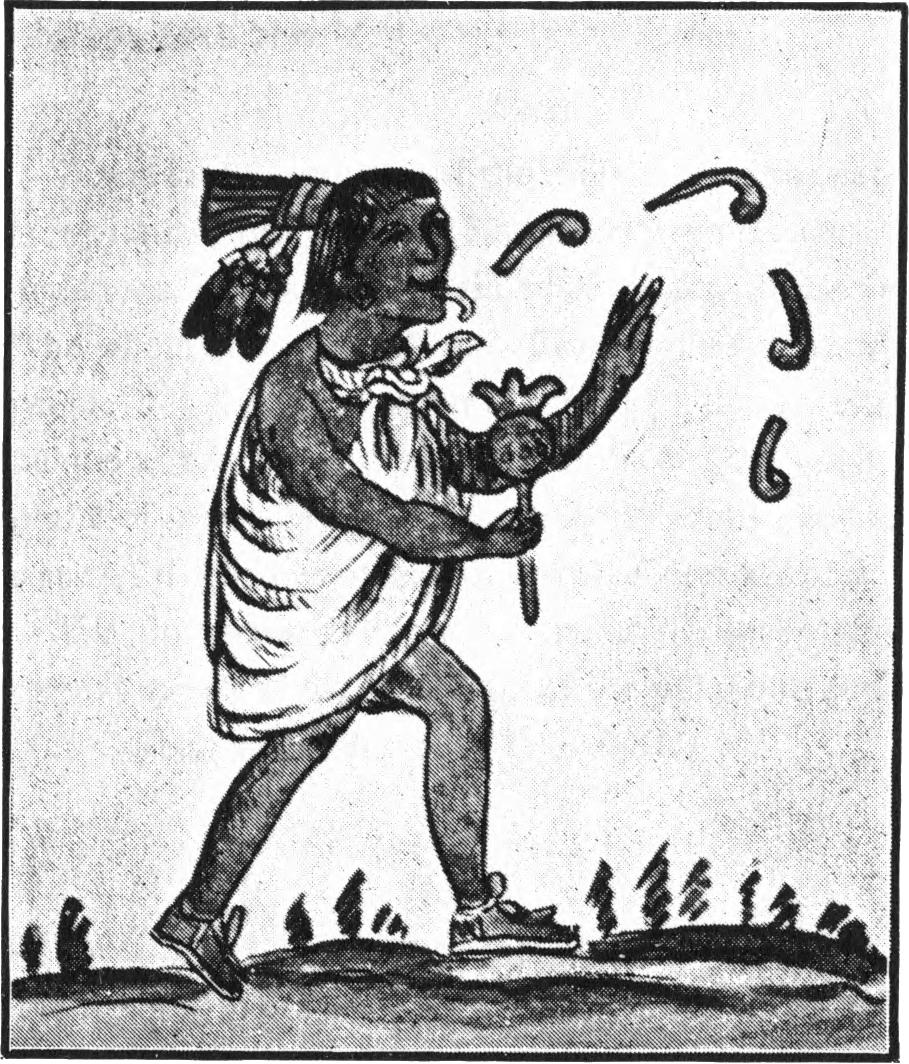
أزتيكي يرقص وهو على الأرجح أطلاوا

أطلاوا (بالإنجليزية: Atlaua) إله الماء في أساطير الشعب الأزتيكي (بالمكسيك). وإله الصيادين والرماة. وقيل إنه يوجد على الأقل أربعة معابد قديمة من الأزتك كان يعبد فيها، ويبلغ طول أطول المعابد 200 قدم. صلى الأزتك له عندما كانت هناك وفيات في المياه، مثل عندما غزا هيرناندو كورتيز Tenochtitlan (عاصمة الأزتك القديمة على بحيرة، والآن مدينة مكسيكو) ، وقيل إن البحيرة «تطفو برؤوس وجثث».